# ألسيستيس (مسرحية)
ألسيستيس (باليونانية: Ἄλκηστις) هي مسرحية تراجيدية يونانية كلاسيكية ألفها الكاتب المسرحي الكلاسيكي اليوناني يوربيديس. وقد عُرضت لأول مرة في مهرجان مدينة ديونيسيا سنة 438 ق.م. عرضها يوربيديس كآخر جزء من سلسلة من أربع مسرحيات غير مترابطة في مسابقة التراجيديا، وحاز بها على الجائزة الثانية؛ وكان هذا الترتيب استثناءً، إذ أن الجزء الرابع عادةً ما يكون مسرحية ساتيرية. نبرتها التراجيدية الساخرة — والتي قد تبدو رومانسية مبهجة أو ساخرة بمرارة — أكسبتها وصف المسرحية الإشكالية. وتُعد ألسيستيس، وربما باستثناء ريسوس، أقدم أعمال يوربيديس التي وصلت إلينا، رغم أن يوربيديس كان قد بدأ تقديم مسرحياته منذ 17 عامًا قبل عرضها الأول.

## الأحداث التي تسبق المسرحية
قبل وقت طويل من بداية المسرحية، منحَت المويراي (آلهة القدر) الملك أدميتوس امتياز العيش بعد موعد موته المحدد. وقد أقنع الإله أبولو المويراي بقبول هذا الاتفاق الاستثنائي، بعدما جعلَهُنّ يسكرن.
وقد أُبرم هذا الاتفاق الغريب بعدما نُفي أبولو من جبل الأوليمب لمدة عام ويوم واحد، وقضى تلك المدة في خدمة الملك الثيسالي أدميتوس، الذي كان مشهورًا بكرمه وحُسن ضيافته، إذ استقبل أبولو وعامله معاملة حسنة. أراد أبولو أن يرد الجميل لأدميتوس، فعرض عليه هبة النجاة من الموت. إلا أن هذه الهبة كانت مشروطة: على أدميتوس أن يجد شخصًا آخر ليأخذ مكانه عندما تأتي الموت للمطالبة بروحه.
ومع اقتراب موعد وفاة أدميتوس، لم يكن قد وجد بعد شخصًا مستعدًا للتضحية بنفسه من أجله. أما والده، فيريس، فرفض أن يحلّ محل ابنه، معتبِرًا أن الطلب سخيف، إذ لا يرى سببًا يجعله يتخلى عن حياته التي يستمتع بها، مقابل اتفاق غير مألوف.
وفي النهاية، وافقت ألسيستيس، زوجة أدميتوس الوفية، على أن تُؤخذ بدلاً عنه، إذ لم ترغب في أن تترك أطفالهما يتامى أو أن تحيا محرومة من حبيبها. وعند بداية المسرحية، تكون ألسيستيس على وشك الموت.

## ملخص الأحداث
في مشهد المَدخل (الاستهلال) من المسرحية، يخرج الإله أبولو من قصر أدميتوس في فيراي (وهي فيليستينو الحديثة في منطقة ماغنيسيا)، مرتديًا ثوبًا أبيض ويحمل قوسه الذهبي، عازمًا على الرحيل كي لا يتدنّس بالموت الوشيك لألسيستيس، التي يجري مواساتها داخل القصر.
يعرض أبولو تسلسل الأحداث التي قادت إلى هذه اللحظة، مُقدّمًا للجمهور خلفية القصة. وبينما هو هناك، يُحيّي قدوم ثاناتوس (الموت)، الذي يدخل مرتديًا السواد وحاملاً سيفه، وقد جاء إلى القصر بصفته مرشد الأرواح ليقود ألسيستيس إلى العالم السفلي.
يتحدّى ثاناتوس موقف أبولو المدافع عن ألسيستيس، ويتّهمه بأنه اختلق حيلًا ماكرة عندما ساعد أدميتوس على خداع الموت في البداية. يحاول أبولو طمأنة ثاناتوس، ويقترح عليه، في حوار سريع بأسلوب ستيخوميتي (تبادل سريع للجمل)، تأجيل موت ألسيستيس، لكن ثاناتوس يسخر من هذا الاقتراح ويرفضه بازدراء. ويختم قائلاً: «لا يمكنك أن تأخذ ما ليس لك.»
وبعد هذا الحوار، يغادر أبولو غاضبًا، متنبئًا بقدوم رجل (هرقل) سيتمكن من انتزاع ألسيستيس من قبضة الموت. ثم، وهو وحيد مع الجمهور، يُحذر ثاناتوس قائلاً: «لقد كان هذا إلهًا كثير الكلام؛ لكن الكلمات وحدها لا تكفي.» بعدها، يرفع سيفه ويمسّ بحدّه أبواب القصر التي تنفتح ببطء، فيدخل إلى الداخل بهيبة.
يدخل بعد ذلك مشهد الكورس أو ما يُعرف بـ «البارودوس»: إذ يظهر كورَس مكوّن من خمسة عشر رجلًا من فيراي، يقودهم الكوريفايوس (قائد الكورس)، ويدخلون إلى ساحة المسرح (الأوركسترا).
يعبر قائد الكورس عن قلقهم وحيرتهم، فهم في حالة من الترقب، يجهلون ما إذا كان ينبغي عليهم أداء طقوس الحِداد على ملكتهم.
ويتكون النشيد الغنائي الذي يؤديه الكورس، مع الرقص المصاحب له، من مقطوعتين شعريتين متقابلتين (الفقرة والرد). يغنّون عن الصمت الذي يلف بحثهم عن أي علامة تدل على الحزن، وأي دليل على وفاة ألسيستيس. ويرثون قائلين: «حين تموت الطيبة، يعاني جميع الأخيار معها.»
ويختم قائد الكورس النشيد بالتخلي عن أي أمل يمكن أن يُعثر عليه في هذا الموقف المؤلم، قائلاً:
«لقد استنفد الملك كل الطقوس الممكنة.»
يبدأ المشهد الأول بدخول خادمة من القصر، وهي تذرف الدموع. وعندما يُلحّ عليها قائد الكورس طالبًا أخبارًا عن الملكة، تجيب بإجابة مُربكة: «إنها حية… وميتة.» تشرح الخادمة أن ألسيستيس تقف في هذه اللحظة على حافة الحياة والموت. يؤكد قائد الكورس، بقلق، أن جميع الترتيبات التقليدية اللازمة لدفنها قد أُنجزت كما ينبغي.
ثم تشارك الخادمة قائد الكورس في مدح فضائل ألسيستيس، وتروي وصفًا مطولًا للصلوات والتهيئة التي قامت بها الملكة استعدادًا لموتها في وقت مبكر من ذلك الصباح. تصف كيف بكت ألسيستيس على سرير زفافها، الذي سيصبح قبرها، وكيف عانقت أطفالها الباكين، وودّعت الجميع بكلمات الوداع الأخيرة. وتحكي كيف احتضنها أدميتوس باكيًا، بينما كانت عيناها متشبثتين بآخر أشعة الشمس التي ستراها في حياتها. تُرحب الخادمة بقائد الكورس وتدخل القصر لتُخبر أدميتوس بوصولهم.
على فراش الموت، تطلب ألسيستيس من أدميتوس، مقابل تضحيّتها بحياتها من أجله، ألا يتزوج ثانيةً أبدًا، وألا ينسى حبها أو يجلب زوجة قاسية لتكون زوجة أب لأطفالهما. يوافق أدميتوس على طلبها، ويتعهد أيضًا بأن يعيش حياة حزينة مكرسة لذكراها، ممتنعًا عن كل أشكال الفرح والاحتفالات التي كانت جزءًا من حياته اليومية. ثم تفارق ألسيستيس الحياة.
بعد وفاتها مباشرةً، يصل هرقل، الصديق القديم لأدميتوس، إلى القصر دون أن يعلم بما جرى من مآسي. ورغم الحزن الذي يخيم على المكان، يرفض أدميتوس طرده أو إظهار حزنه أمامه، مُصرًّا على أن يبقيه ضيفًا مُرحبًا به، ويأمر الخدم بإخفاء الحقيقة وعدم ذكر موت ألسيستيس. بهذا التصرف، ينقض أدميتوس وعده لألسيستيس بعدم المشاركة في أي مظاهر فرح أو ضيافة خلال فترة حداده عليها.
يبدأ هرقل بالشرب واللهو، ويُثير غضب الخدم الذين أحبّوا ملكتهم، ويشعرون بالمرارة لأنهم لا يستطيعون الحداد عليها كما يليق. وفي لحظة انفجار، يكشف أحد الخدم الحقيقة لهرقل، ويخبره بما جرى.
يُصاب هرقل بالإحراج والندم بسبب تصرفاته، ويُقرر مواجهة الموت نفسه لاستعادة ألسيستيس. يتسلّل إلى قبرها أثناء إقامة القرابين الجنائزية، ويتحدّى ثاناتوس (الموت) ويصارعه. وعندما يعود هرقل، يأتي ومعه امرأة مقنّعة، ويخبر أدميتوس أنه «ربحها» في مسابقة، ويطلب منه أن يحتفظ بها ويعتني بها أثناء غيابه في أعماله البطولية.
بعد جدل طويل، يُرغم هرقل أدميتوس المتردد على إمساك يد المرأة. وحين يرفع أدميتوس الغطاء عن وجهها، يكتشف أنها ألسيستيس نفسها، وقد عادت من الموت. لقد انتصر هرقل على الموت وأجبره على إعادة ألسيستيس إلى الحياة. لكنها لا تستطيع الكلام لمدة ثلاثة أيام، وبعدها سيتم تطهيرها بالكامل وتستعيد حياتها الطبيعية.

## النقد
لقد كان تصنيف مسرحية ألسيستيس موضوعًا للجدل بين النقاد الأدبيين، حيث تجمع بين العناصر التراجيدية والكوميدية. وعند عرضها لأول مرة، كانت تُعرض في فئة مخصصة عادة لمسرح الساتير. وقد درس كوناتشر كيفية توسيع يوريبيديس لأسطورة أدميتوس وألسيستيس، وأضاف إليها عناصر من الكوميديا وحكايات الشعب. كما يناقش باي الجوانب الأسطورية وحكايات الخيال التي تتضمنها المسرحية.[بحاجة لمصدر]
تعتبر ألسيستيس أيضًا نصًا شائعًا في دراسات المرأة. وقد أشار بعض النقاد إلى أن التركيز الرئيسي في المسرحية يقع على شخصية أدميتوس أكثر من ألسيستيس. على سبيل المثال، تناول سيغال الجوانب الأبوية في المسرحية. كما تمت دراسة طبيعة التضحية في العصور القديمة من قبل رابينويتز، فيلاكوت، وبيرنيت، الذين أوضحوا أن الأخلاق اليونانية القديمة كانت تختلف بشكل كبير عن الأخلاق المعاصرة.
كانت التفسيرات الحديثة للمسرحية متنوعة للغاية، لدرجة أن النقاد مثل ميشيليني وجوناريدو لاحظوا عدم اتفاقهم بشأن العديد من الجوانب. وتُشير جوناريدو إلى أن يوريبيديس كان يقصد أن تُفهم المسرحية بطرق متعددة. أما النفسيات والدوافع لشخصيتي أدميتوس وألسيستيس فقد كانت محل خلاف كبير، حيث كانت أنانية أدميتوس موضوعًا مثارًا للجدل.

## وصلات خارجية
- ألسيستيس على موقع الموسوعة البريطانية (الإنجليزية)